# Venezillo fillolae
Venezillo fillolae es una especie de crustáceo isópodo terrestre de la familia Armadillidae.

## Distribución geográfica
Es endémica de la isla de Gran Canaria (España).